# Хвостюшок підзелень
Хвостюшок підзелень (Callophrys rubi) — вид денних метеликів родини синявцевих (Lycaenidae).

## Поширення
Вид поширений в Європі, Північній Африці та помірній Азії. В Україні поширений у лісовій та лісостеповій зонах, відсутній у степовій зоні.

## Опис
Розмах крил до 28 мм. Низ крил зеленого кольору з коричневими плямами, по краю коричнева облямівка зі світлою бахромою. На задніх крилах ряд білих точок. Верхня сторона крил червонувато-коричнева. Вуса і ноги з білими і чорними точками.

## Спосіб життя
Мешкає на галявинах, болотах і луках, порослих чагарником. Кормова рослина — жарновець, верес, чорниця, ладанник і багато інших чагарників і трав. Метелики літають в березні-липні. Зимує лялечка.

## Цікаві факти
- 2020 року цей вид метеликів оголошено в Німеччині метеликом року.